# Notasterias armata
Notasterias armata är en sjöstjärneart som först beskrevs av Jean Baptiste François René Koehler 1911.  Notasterias armata ingår i släktet Notasterias, och familjen trollsjöstjärnor. Inga underarter finns listade.